# Amalrik 1. af Jerusalem
Amalrik 1. (latin: Amalricus; fransk: Amaury; 1136  – 11. juli 1174) var konge af Jerusalem fra 1162 og greve af Jaffa og Ashkelon før sin tronbestigelse. Han var den anden søn af Melisende og Fulko fra Jerusalem og efterfulgte sin ældre bror Balduin 3. Under hans regeringsperiode blev Jerusalem tættere allieret med Det Byzantinske Rige, og de to stater lancerede en mislykket invasion af Egypten. I mellemtiden begyndte de muslimske områder omkring Jerusalem at blive forenet under Nur ad-Din og senere Saladin. Han var far til tre fremtidige herskere af Jerusalem: Sibylla, Balduin 4. og Isabella 1.

## Ungdom
Amalrik blev født i 1136 som søn af Kong Fulko, den tidligere greve af Anjou, der var blevet gift med kongerigets arving Dronning Melisende. Efter Fulkos død i en jagtulykke i 1143 blev tronen nu delt mellem Melisende og Amalriks ældre bror Balduin 3., der stadig kun var 13 år gammel. Melisende trådte ikke tilbage, da Balduin blev myndig to år senere, og i 1150 blev de to stadig mere fjendtlige over for hinanden. I 1152 fik Balduin kronet sig selv til enekonge, og borgerkrig brød ud, hvor Melisende beholdt Jerusalem, mens Balduin fik territorier længere nordpå. Amalrik, der havde fået Grevskabet Jaffa som apanage, da han blev myndig i 1151, forblev loyal overfor Melisende i Jerusalem, og da Balduin invaderede syden, blev Amalrik belejret i Jerusalems citadel sammen med sin mor. Melisende blev besejret i denne kamp, og Balduin regerede derefter alene. I 1153 erobrede Balduin den egyptiske fæstning Ashkelon, som derefter blev føjet til Amalriks len Jaffa.
Amalrik giftede sig med Agnes af Courtenay i 1157. Agnes, datteren af Joscelin 2. af Edessa, havde boet i Jerusalem, siden de korsfareren havde tabte Grevskabet Edessa i 1150. Den katolske patriark af Jerusalem Fulcher modsatte sig ægteskabet på grund af blodsslægtskab, da de to delte en oldefar, Guy 1. af Montlhéry, og det ser ud til, at de ventede indtil at Fulcher var døde med at gifte sig. Agnes fødte Amalrik tre børn: Sibylla, den senere Balduin 4. (som begge ville komme til at regere over kongeriget i deres egen ret), og Alix, der døde som spæd.

## Tronbestigelse
Balduin 3. døde den 10. februar 1163, og kongeriget blev arvet af Amalrik, skønt der var en vis modstand blandt adelen til Agnes. De var villige til at acceptere ægteskabet i 1157, da Balduin 3. stadig var i stand til at få en arving, men nu nægtede "Haute Cour" at give sin tilslutning til Amalrik som konge, medmindre hans ægteskab med Agnes blev annulleret.
Fjendskabet til Agnes, må siges, at være blevet overdrevet af krønikeskriveren Vilhelm af Tyrus, som hun forhindrede at blive den katolske patriark af Jerusalem årtier senere, ligeledes af hans fortsættere som Ernoul, som antyder en ringeagt af hendes moralske karakter: "Car telle n'est que roine doie iestre di si haute cite comme de Jherusalem" ("Der bør ikke være sådan en dronning i så hellig en by som Jerusalem"). Blodsslægtskabet var imidlertid nok til modstanden. Amalrik indvilligede og besteg tronen uden en hustru, samtidig fortsatte Agnes dog med at have titlen som grevinde af Jaffa og Ashkelon og at modtage en pension fra lénets indtægter. Agnes blev derefter hurtigt gift med Hugo af Ibelin, som hun havde været forlovet med inden ægteskabet med Amalrik. Kirken bestemte, at Amalrik and Agnes' børn var legitime og skulle beholde deres plads i arvefølgen. Gennem sine børn kom Agnes til udøve meget indflydelse i Jerusalem i næsten 20 år.

## Konflikter med de muslimske stater
Under Balduin 3.'s regeringstid blev Grevskabet Edessa, den første korsfarerstat, der var blevet oprettet under Det 1. korstog, erobret af Zangi, den tyrkiske emir af Aleppo. Zangi forenede Aleppo, Mosul og andre byer i det nordlige Syrien og havde til hensigt at påtvinge sin kontrol over Damaskus i syd. Det 2. korstog i 1148 havde mislykkedes med at erobre Damaskus, som snart faldt til Zangis søn Nur ad-Din. Jerusalem mistede også indflydelse til Byzantium i det nordlige Syrien, da imperiet pålagde sit overherredømme over Fyrstendømmet Antiochia. Jerusalem vendte således opmærksomheden mod Egypten, hvor Fatimide-kalifatet led som følge af en række unge kalifer og borgerkrig. Korsfarerne havde ønsket at erobre Egypten siden Balduin 1.'s dage, hvor han var død under et felttog der. Balduin 3.'s erobring af Ashkelon gjorde erobringen af Egypten mere gennemførlig.

### Invasioner af Egypten
Amalrik ledte sit første felttog ind i Egypten i 1163, idet han hævdede, at fatimiderne ikke havde betalt den årlige tribut, der var begyndt under Balduin 3.'s regeringstid. Vesiren Dirgham, der for nylig havde styrtet vesiren Shawar, marcherede ud for at møde Amalrik nær Pelusium, blev besejret og tvunget til at trække sig tilbage til Bilbeis. Egypterne åbnede derefter Nilens dæmninger og lod floden oversvømme, i håb om at forhindre Amalrik fra at invadere yderligere. Amalrik vendte hjem, men Shawar flygtede til hoffet hos Nur ad-Din, som sendte sin general Shirkuh for at løse striden i 1164. Som svar søgte Dirgham hjælp hos Amalrik, men Shirkuh og Shawar ankom, før Amalrik kunne gribe ind, og Dirgham blev dræbt. Shawar frygtede imidlertid, at Shirkuh ville tage magten for sig selv, så han søgte hjælp hos Amalrik. Amalrik vendte tilbage til Egypten i 1164 og belejrede Shirkuh i Bilbeis, indtil Shirkuh trak sig tilbage til Damaskus.
Amalrik kunne ikke følge op på hans succes i Egypten, fordi Nur ad-Din var aktiv i Syrien, efter at have taget Bohemund 3. af Antiokia og Raymond 3. af Tripoli til fange i Slaget ved Harim under Amalriks fravær. Amalrik skyndte sig at overtage styret over Antiochia og Tripoli og sikrede Bohemunds løsepenge i 1165 (Raymond forblev i fangenskab indtil 1173). Året 1166 var relativt roligt, men Amalrik sendte udsendinge til Det Byzantinske Rige for at søge en alliance og en byzantinsk hustru, og gennem året måtte han håndtere plyndringer fra Nur ad-Din, der havde erobret Banias.
I 1167 sendte Nur ad-Din Shirkuh tilbage til Egypten, og Amalrik fulgte efter ham igen og oprettede en lejr nær Kairo. Shawar allierede sig igen med Amalrik, og en traktat blev underskrevet med kaliffen al-Adid selv. Shirkuh oprettede sin lejr på den modsatte side af Nilen. Efter et uafgjort slag, trak Amalrik sig tilbage til Kairo, og Shirkuh marcherede nordpå for at indtage Alexandria. Amalrik fulgte efter og belejrede Shirkuh der, hjulpet af Pisas flåde sendt fra Jerusalem. Shirkuh forhandlede om fred, og Alexandria blev overdraget til Amalrik. Amalrik kunne dog ikke forblive der på ubestemt tid og vendte tilbage til Jerusalem efter at have aftvunget en enorm tribut.

### Byzantinsk alliance
Efter hans tilbagevenden til Jerusalem i 1167 giftede Amalrik sig med Maria Komnene, et oldebarn af den byzantinske kejser Manuel 1. Komnenos. Forhandlingerne havde taget to år, mest fordi Amalrik havde insisteret på, at Manuel skulle tilbagelevere Antiochia til Jerusalem. Da Amalrik opgav dette punkt, kunne han gifte sig med Maria i Tyrus den 29. august 1167. I løbet af denne periode løb enkedronning, Balduin 3.'s enke Theodora, bort med hendes elsker, hendes fætter Andronikos til Damaskus, og Akko, der havde været i hendes besiddelse, vendte tilbage til Jerusalems kongelige domæne. Det var også omkring denne tid, at Vilhelm af Tyrus blev forfremmet til ærkediakon af Tyrus og blev rekrutteret af Amalrik til at skrive en historie om kongeriget.
I 1168 forhandlede Amalrik og Manuel om en alliance mod Egypten, og Vilhelm af Tyrus var blandt de ambassadører, der blev sendt til Konstantinopel for at afslutte traktaten. Selvom Amalrik stadig havde en fredsaftale med Shawar, blev Shawar beskyldt for at forsøge at alliere sig med Nur ad-Din, og Amalrik invaderede. Johanniterordenen støttede ivrig denne invasion, mens Tempelridderne nægtede at have nogen del i den. I oktober, uden at vente på nogen byzantinsk hjælp (og faktisk uden engang at vente på, at ambassadørerne skulle vende tilbage), invaderede Amalrik og erobrede Bilbeis. Indbyggerne blev enten massakreret eller gjort til slaver. Amalrik marcherede derefter til Kairo, hvor Shawar tilbød Amalrik to millioner guldstykker. I mellemtiden sendte Nur ad-Din også Shirkuh tilbage til Egypten, og efter hans ankomst trak Amalrik sig tilbage.

### Saladins opstigen
I januar 1169 fik Shirkuh myrdet Shawar. Shirkuh blev vizier, dog døde han selv i marts og blev efterfulgt af sin nevø Saladin. Amalrik blev foruroliget og sendte Frederick de la Roche, ærkebiskop af Tyrus, for at søge hjælp hos Europas konger og adel, men der var ingen hjælp på vej. Senere samme år ankom imidlertid en byzantinsk flåde, og i oktober iværksatte Amalrik endnu en invasion og belejrede Damietta ad søvejen og på land. Belejringen var lang, og der udbrød hungersnød i den kristne lejr. Byzantinerne og korsfarerne beskyldte hinanden for fiaskoen, og der blev underskrevet våbenhvile med Saladin. Amalrik vendte hjem.
Nu var Jerusalem omgivet af fjendtlige fjender. I 1170 invaderede Saladin Jerusalem og indtog byen Eilat, hvorved Jerusalems forbindelse med Røde Hav blev afbrudt. Saladin, der var Egyptens vesir, blev erklæret for Sultan i 1171 efter den sidste Fatimid-kalifs døden. Saladins opstigen til sultan var en uventet befrielse for Jerusalem, da Nur ad-Din nu var optaget af at tøjle sin magtfulde vasal. Ikke desto mindre besøgte Amalrik i 1171 Konstantinopel selv, og udsendinge blev for anden gang sendt til Europas konger, men igen fik de ingen hjælp. I løbet af de næste par år var kongeriget ikke kun truet af Saladin og Nur ad-Din, men også af assasinere. I et tilfælde myrdede tempelriddere nogle assassiner-udsendinge, hvilket førte til yderligere konflikter mellem Amalrik og Tempelridderne.

## Død
Nur ad-Din døde i 1174, hvorefter Amalrik straks belejrede Banias. På vej tilbage efter at have opgivet belejringen, blev han syg af dysenteri, som blev forbedret af læger, men blev til feber i Jerusalem. Vilhelm af Tyrus forklarer, at "efter at have lidt utåleligt af feberen i flere dage beordrede han læger fra de græske, syriske og andre nationer, der er kendt for at være dygtige til sygdomme, og insisterede på, at de skulle give ham et afførende middel."Hverken de eller de latinske læger kunne hjælpe, og han døde den 11. juli 1174.
Maria Komnene havde født Amalrik to døtre: Isabella, der endelig blev gift med fire mænd, én ad gangen, og bestige tronen som dronning, blev født i 1172, og et dødfødt barn blev født et stykke tid senere. På sit dødsleje overlod Amalrik Nablus til Maria og Isabella, som begge ville trække sig tilbage der. Det spedalske barn Balduin 4. efterfulgte sin far og bragte sin mor Agnes af Courtenay (nu gift med sin fjerde mand) tilbage til hoffet.

## Personlige karakteristika
Vilhelm af Tyrus var en god ven af Amalrik og beskrev ham i detaljer. ”Han havde en lille talefejl, ikke alvorlig nok til at blive betragtet som en brist, men tilstrækkelig til at gøre ham ude af stand til klar veltalenhed. Han var langt bedre i rådslagning end i flydende eller pyntet tale." Ligesom sin bror Balduin 3. var han mere en akademiker end en kriger, der studerede jura og sprog i sin fritid: ”Han var dygtig i den gængse lov, som styrede kongeriget - faktisk var der ikke nogen bedre end ham i dette henseende." Han var sandsynligvis ansvarlig for en lov, der gjorde alle vasaller til direkte underlagt kongen og berettigede til at møde i "Haute Cour". Amalrik havde en enorm nysgerrighed, og Vilhelm blev efter sigende forbløffet over at finde Amalrik sætte spørgsmålstegn, under en sygdom, til legemets opstandelse. Han nød især at læse og blive læst til, og tilbragte lange timer med at lytte til Vilhelm læse tidlige udkast til sin historie. Han nød ikke lege eller optrædener, skønt han kunne lide at jage. Han stolede på sine embedsmænd, måske for tillidsfuldt, og det ser ud til, at der var mange blandt befolkningen, der foragtede ham, selvom han nægtede at gøre noget ved dem, der offentligt fornærmede ham.
Han var høj og ret smuk, "han havde glitrende øjne af mellemstørrelse; hans næse, ligesom hans brors, var hen ad en ørns, hans hår var blondt og var noget tilbagetrukket fra hans pande. Et pænt fuldskæg dækkede hans kinder og hage. Han havde en vane med at grine så umådeligt, at hele hans krop rystede.” Han spiste ikke eller drik for meget, men hans korpulens voksede i de senere år, hvilket gjorde hans interesse for militære felttog mindre. Ifølge Vilhelm var han " overordentlig tyk med bryster ligesom dem hos en kvinde, der nåede ned til hans talje." Amalrik var from og deltog i messen hver dag, skønt han også "siges at have fralagt sig tilbageholdenhed til kødets lyster og for at have forført gifte kvinder..." På trods af sin fromhed beskattede han præsterne, som de naturligvis var imod.
Som Vilhelm siger, "var han en mand med visdom og betænksomhed, fuldt kompetent til at besidde regeringens tøjler i kongeriget." Han betragtes som den sidste af de tidlige konger af Jerusalem. Inden for få år døde Kejser Manuel også, og Saladin forblev den eneste stærke leder i øst.